# Ванапаган

Кристьян Рауд, «Калевипоэг и Ванапаган» (Тартуский художественный музей)

Ва́напа́ган (эст. Vanapagan, букв. — «Старый нечистый») — герой эстонского фольклора, в легендах — дураковатый великан, противник Суур-Тылля, в сказках — противник своего работника Кавал-Антса. Имеет черты христианского сатаны и глупого злого духа.

## Происхождение

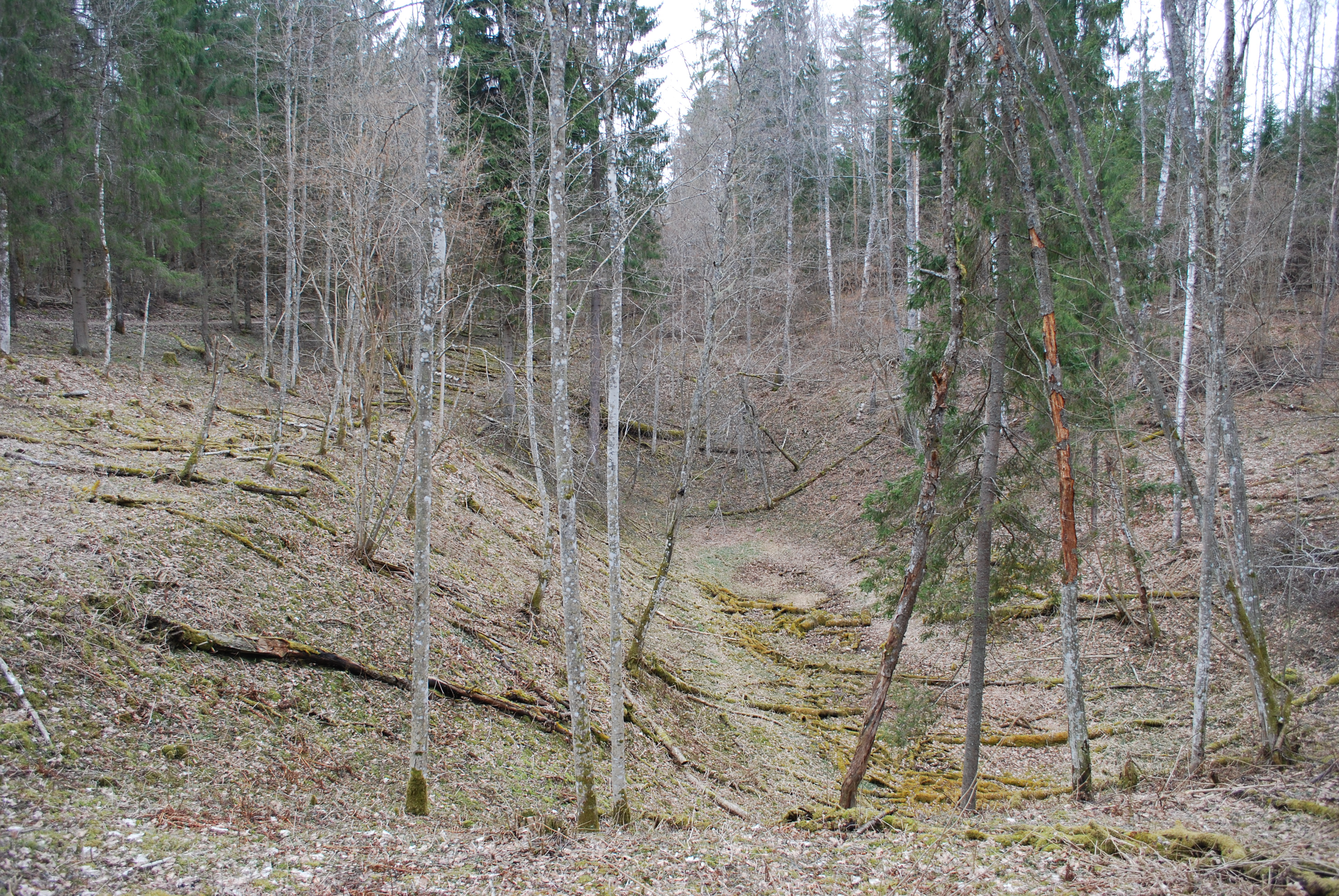
Один из «следов» привала Ванапагана в природном парке Паганамаа

Начиная со 2-го тысячелетия до н. э., когда прибалтийско-финские племена стали заниматься подсечным, а позже переложным земледелием и соприкоснулись сначала с прибалтийскими, а затем с германскими и славянскими племенами, произошли значительные изменения в народных верованиях и обычаях. В этот период в Эстонии и Финляндии (отчасти под германским влиянием) распространились представления о великанах, деятельностью которых пытались объяснить происхождение валунов, холмов, ям, ложбин, озёр и т. п.
Существует множество легенд, интерпретирующих различные природные объекты и особенности как следы деяний борца с нечистой силой, великана Калевипоэга. При этом образ Великана слился с христианским Бесом, породив новый персонаж — Ванапагана. Ванапаган живёт на своём хуторе c женой, детьми, работниками и служанками; он более глупый, чем злобный, и его могут легко перехитрить умные люди, такие, например, как его работник Кавал-Антс (Хитрый Антс).

## Имя
Вопрос возникновения имени Ванапаган изучается давно, но окончательной ясности здесь не достигнуто. В сказаниях о Ванапагане представлены также другие его имена: злой дух (эст. kurivaim), сатана (эст. saadan), иуда (эст. juudas), старый дьявол (эст. vanasaadan), старый чёрт (эст. vanakurat), леший (эст. tont) и др. Леший — одно из наиболее распространенных имён, и многие камни, связанные с Ванапаганом, часто называются Тондикиви (эст. Tondikivi — «Камень лешего»).
Слово pagan фольклорист Оскар Лооритс считает заимствованным из древнерусского языка. Это утверждение до недавнего времени было трюизмом, однако вызвало сомнения. Паган (лат. paganus — «деревенский житель», «крестьянин») в нехристианском значении есть в языках многих европейских народов. Этнолог Антс Вийрес указывает на то, что слово паган в смысле ‘чёрт’ (‘нечистый’) появилось в эстонской печати только в 1818 году, а слитное имя «Ванапаган» (Старый Паган) возникло в течение 19-го столетия, получив дополнительный импульс из народных сказаний.

## Описание
На процесс дифференциации эстонских великанов сильно повлияли публикации Фридриха Крейцвальда, и, в частности, его эпос «Калевипоэг». Калевипоэг и Тылль развились в сторону положительных героев, а Ванапаган превратился в отрицательного воина-гиганта, который начал сражаться против Калевипоэга и Тылля.
Подобно чёрту и скандинавским троллям, Ванапаган боится восхода Солнца; известны сказочные мотивы, когда при дневном свете он окаменевал. Для Ванапагана характерно отсутствие корыстной хитрости и неприязни к людям — в этом отношении он отличается от дьявола, с которым, однако, часто обменивается как именами, так и мотивами. И вместе с тем поведение Ванапагана очень похоже на поведение Калевипоэга и Суур-Тылля. Он физически силён, но обладает скромными талантами.
В сказках Ванапаган часто боится волков и грозы. Это придаёт ему некоторое сходство с выходцами с того света, которые также боятся волков. Здесь может быть связь с германо-скандинавской мифологией, где волков называют «собаками Одина», и ужасный волк Фенрир поедает души умерших.
Во многих сказках ванапаганы фигурируют во множественном числе, и только один из них, самый приметный, называется Ванапаганом с большой буквы и в единственном числе. Эти ванапаганы живут в лесу, на болотах или в пещерах. Их можно опасаться как обманщиков, но они часто хорошо ладят с людьми. Деревенские жители ходят к ним в гости (на свадьбы, крестины, по случаю рождения ребёнка). На праздниках у Ванапагана всегда богатый стол. Но там нельзя креститься (налагать на себя крест) и читать христианские молитвы, иначе хозяин превратит еду в навоз.
В других случаях Ванапаган — космогонический персонаж, который создавал большие формы рельефа (горы, озёра), собирал валуны, разбрасывал их или перебрасывал с одного места на другое (часто с целью разрушить церковь). Рядом с ним мог быть другой персонаж, называемый дедом, богом и т. п. В связи с этой ролью Ванапагана в нём заметны черты трикстера.
Аугуст Кицберг в своём письме Якобу Хурту от 3 февраля 1889 года писал, что этот персонаж может иметь и исторический подтекст. По его мнению, ванапаганы были древними эстонцами, которые не приняли христианство и бежали в отдалённые места. Возможно, там они совершали странные дела, чтобы их оставили в покое. Затем народные сказания и суеверия сделали из ванапагана беса.

## Деятельность

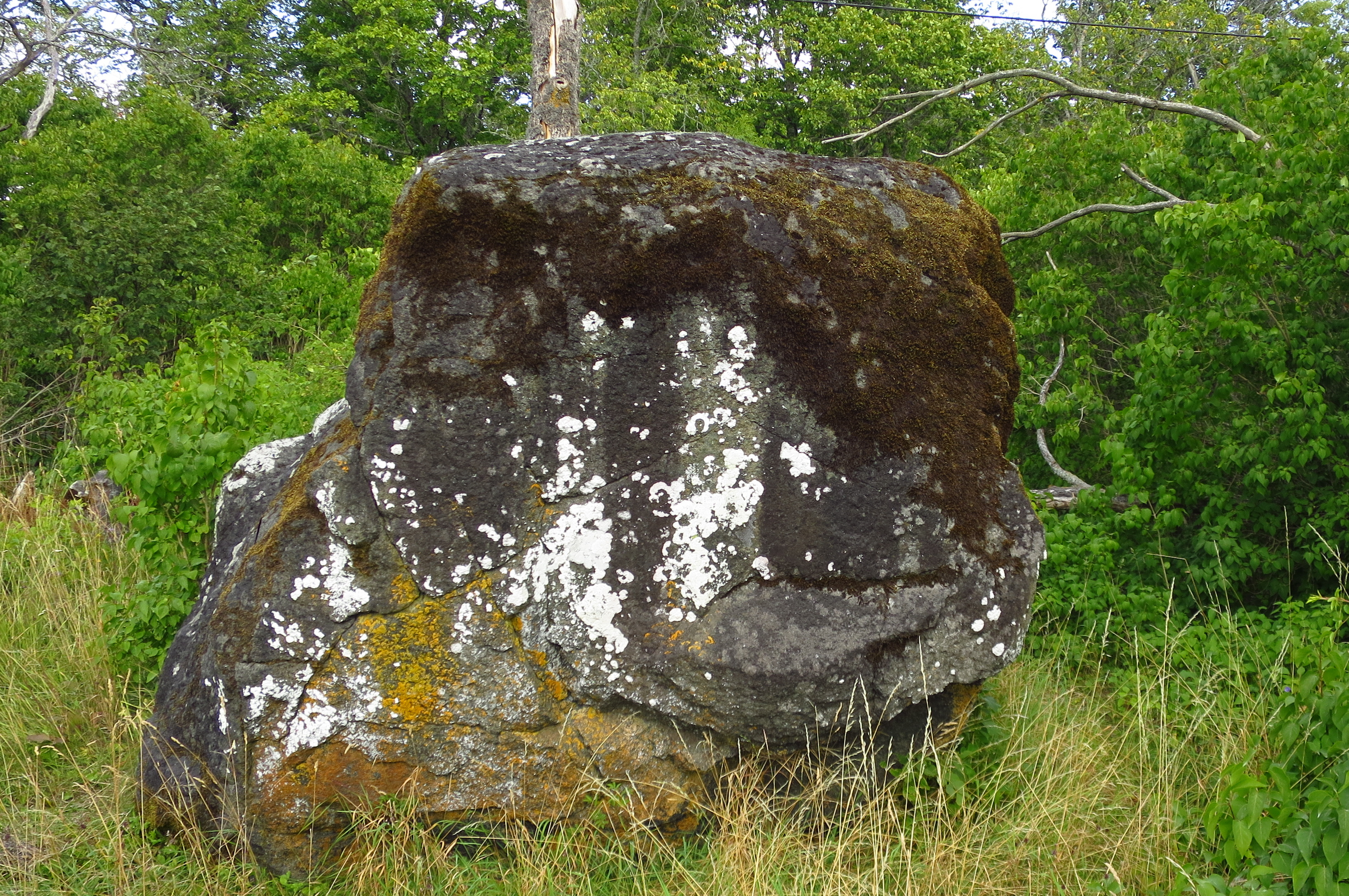
«Камень Ванапагана» на острове Хийумаа

Ванапаган мог строить церковь, город, мост, реже — дом, мельницу, башню до небес и прочее. Он даже хотел принести камни для строительства Санкт-Петербурга. Работы, выполняемые Ванапаганом, всегда остаются незавершёнными. Например, между посёлком Азери и устьем реки Пада в волости Виру-Нигула находятся длинные песчаные морские гряды (под водой они достигают трёх километров от берега). Камни на вершине одной из песчаных гряд в народе называют мостом Ва́наку́ради (мост Старого чёрта). Местные жители говорят, что Ванапаган хотел построить мост отсюда до Финляндии, но брёвна переломились.
В другой раз Ванапаган пытался построить мост между островами Сааремаа и Хийумаа, но это ему тоже не удалось: он нёс камни в подоле, но подол порвался, и камни высыпались.
Согласно ещё одной легенде, Ванапаган собирался побить Лейгера (это главный герой легенд Хийумаа) и набрал полные карманы камней, но трижды пропел петух, карманы порвались, и камни высыпались на землю деревни Изабелла. В этом месте находится охраняемый государством каменный могильник «Тондиские руины» (Tondi taskuvare), относящийся к концу 1-го тысячелетия до Рождества Христова и к настоящему времени покрытый множеством больших валунов.
В деревне Сууремыйза на острове Хийумаа есть треугольный валун. Он находится в нескольких сотнях метров к северу от церкви Святого Лаврентия в Пюхалепа. Его называют «Камень Ванапагана» (также «Тыллукиви»). Высота валуна 2,5 метра, охват — 13,8 метра. Является природоохранным объектом. По легенде, это один из трёх камней, которые рассерженный Ванапаган бросил в сторону церкви, когда она была заново отстроена. Два других камня находятся несколько дальше.
В деревне Рабавере есть большой валун. Ванапаган кинул его из Финляндии, когда строилась церковь Олевисте, но камень пролетел мимо и упал в поля Рабавере. Его назвали Сууренги.
Захотел как-то Ванапаган построить себе церковь в парке Эрастфера. Набрал в карманы штанов камней, но когда первый раз дошёл туда со своей ношей, запел петух, Ванапаган бросил камни и убежал. На том месте до сих пор можно увидеть большую груду валунов.
Посреди холма на территории хутора Сиртси в деревне Кырккюла исторического прихода Люганузе есть большое круглое отверстие. Ванапаган избрал этот холм местом для ада. Он начал строить там ад, но случайно опрокинул котёл со дёгтем и прожёг большую круглую дыру в центре холма. После этого Ванапаган отказался от своего плана.
Вместе с Ванапаганом камни часто переносит и его жена.
Ванапаган также фигурирует в легендах как искусный кузнец, а  его жена или мать — как ткачиха.